# Manfred Obrecht

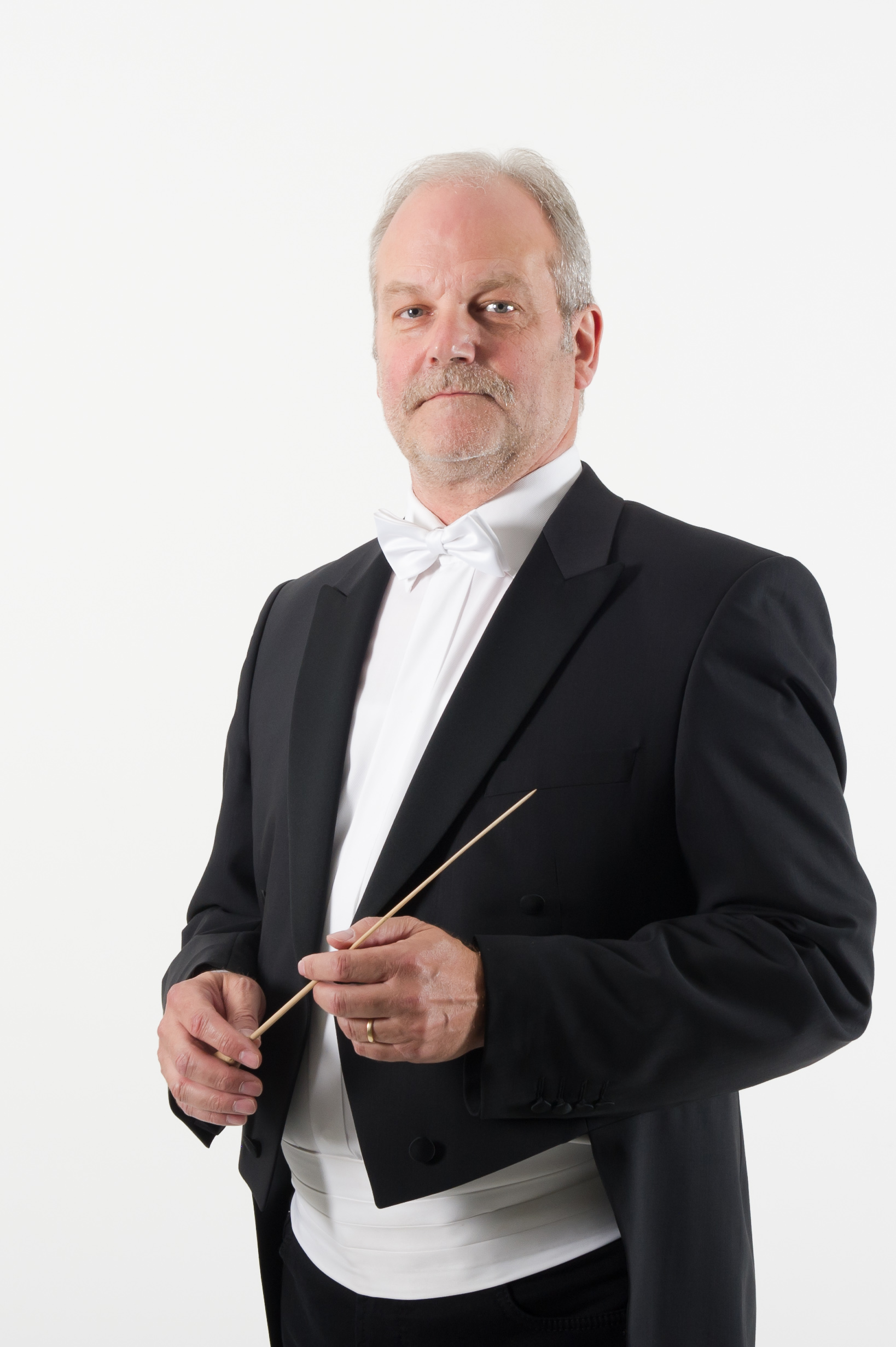
Manfred Obrecht (2016)

Manfred Obrecht (* 23. August 1958 in Wiedlisbach, Kanton Bern, Schweiz) ist ein Schweizer Dirigent, Trompeter und Konzertveranstalter.

## Leben
Obrecht, Sohn einer Musikerfamilie, wuchs in Wiedlisbach auf. Er studierte bei Carlo Poggi, Francis Schmidhäusler und René Schmidhäusler am Konservatorium für Musik in Bern und schloss 1981 mit dem Lehrdiplom für Trompete und dem Konzertdiplom ab. Das Diplom als Orchestertrompeter erhielt er 1983 an der Musikakademie der Stadt Basel bei Mario Populin. 
1976 gewann Manfred Obrecht die schweizerischen Junioren-Meisterschaften (SSQW) und wurde anschliessend zum ersten Principal Cornetist der Schweizerischen Jugend Brass Band (NJBB) ernannt. Nach Abschluss seines Studiums war er als Trompeter beim Radio Sinfonieorchester Basel, Kammerorchester Bern, Kammerorchester Ludus Bern, Kammerorchester Serenata Solothurn, Orchester der Stadt Solothurn und dem International Brass Quintett tätig.
1981 Gründete Manfred Obrecht die Oberaargauer Brass Band (OBB), und stand dieser bis 2009 als Dirigent vor. 1982 gewann die Band den Schweizerischen Brass Band Wettbewerb in der ersten Stärkenklasse. In der Folge gewann die Band zahlreiche 1. Preise, unter anderem 1995 und 1997 den Flicoro D’oro Internazionale in Riva del Garda. In den 2000er Jahren gewann die OBB unter Obrechts Leitung, 5 Mal den Swiss Entertainment Contest und mehrmals den Grossen Preis von Birmenstorf. In den Jahren 1999 und 2006 gewann die Band die Jahreswertung und wurde zur Swiss Band of the Year gekürt. Beim Plattenlabel Obrasso-Verlag erschienen unter seinem Dirigat 13 Tonträger. Es folgten Engagements im Mutterland der Brass Band, in Grossbritannien. Als Gastdirigent arbeitete Obrecht mit der Yorkshire Building Society Band, der Brighouse & Rastrick Band, der British Leyland Band, der Desford Colliery Band, der Flowers Band und der Grimethorpe Colliery Band.
Zusammen mit seinem Bruder Werner Obrecht, gründete er 1983 den Musikverlag Obrasso-Verlag AG und 2003 die Konzertagentur Obrasso Classic Events GmbH.
Von Beginn an stand Obrecht vielen Eigenveranstaltungen, welche seine Konzertagentur im KKL Luzern, in der Tonhalle Zürich sowie im Casino Bern produzierte, als Gastdirigent vor. So dirigierte Obrecht unter anderem das London Concert Symphony Orchestra, die Philharmonie Baden-Baden, die Slowakische Philharmonie Bratislava, die Stuttgarter Symphoniker, die Württembergische Philharmonie Reutlingen und das Orchestra Filarmonica Italiana.
Seit 2015 ist Manfred Obrecht Chefdirigent des Bläserensembles Classic Festival Brass. Mit Konzertchören aus dem In- und Ausland, wie dem Moskauer Kathedralchor, dem Coro dell’Opera di Parma, den Arcis-Vocalisten München, dem Aurelius Sängerknaben Calw, der Birnauer Kantorei Konstanz, dem Chor des Theaters Biel Solothurn, dem Classic Festival Chor, dem Zürcher Konzertchor oder dem Coro La Compagnia Rossini, führt er regelmässig bekannte Chorwerke wie Messa da Requiem (Giuseppe Verdi), Grande Messe des Morts (Hector Berlioz), Messe solennelle en l’honneur de Sainte-Cécile (Charles Gounod), Requiem und Missa Brevis (Wolfgang Amadeus Mozart) oder The Armed Man: A Mass for Peace (Karl Jenkins) auf. 
2010 debütierte Manfred Obrecht am Festspielhaus Baden-Baden mit der Philharmonie Baden-Baden und dem KammerChor Saarbrücken.
Für das unter seiner musikalischen Leitung stehende Weihnachtskonzert «Christmas in Lucerne» konnte er Persönlichkeiten aus dem Theater- und Filmbusiness gewinnen, wie Barbara Wussow, Christine Neubauer, Heidi Maria Glössner, Sky du Mont, Patrik Fichte, Christian Kohlund, Siegfried Rauch oder Günther Maria Halmer.

## Publikationen
Literatur von und über Manfred Obrecht im Katalog der Deutschen Nationalbibliothek